# Affaire des paillotes
L'affaire des paillotes est le nom donné à une affaire politico-juridique en Corse faisant suite à l'incendie nocturne en avril 1999 d'une paillote servant de restaurant sur une plage et installée illégalement sur le domaine public maritime. L'enquête a démontré l'implication de plusieurs gendarmes dans l'incendie, ayant obéi sur ordre de leur hiérarchie et du préfet de Corse, Bernard Bonnet, en dehors de tout cadre légal. Ils avaient oublié sur les lieux de l'incendie des cagoules portant la mention « gendarmerie nationale ».

## Contexte
L'affaire des paillotes se déroule au moment du conflit sur le modèle de développement de l'île entre l'État et les propriétaires de paillotes corses, parfois présentées à Paris comme des symboles de "l'état de non-droit", à la fin des années 1990, qui a débouché sur la révision du plan d'aménagement adopté en 2015. Dans la foulée de l'assassinat du préfet Claude Erignac, le 6 février 1998, à Ajaccio, une unité spéciale de gendarmes, sur ordre du préfet « pyromane » Bernard Bonnet, avait procédé à l'incendie de la paillote « Chez Francis », basée sur une plage de la commune de Coti-Chiavari une nuit d'avril 1999, entraînant la condamnation du préfet Bernard Bonnet en 2003.
Bernard Bonnet, successeur de Claude Érignac, mort assassiné, souhaitait mettre fin à l'installation illégale de paillotes sur le domaine public maritime, beaucoup d'entre elles étant la propriété de nationalistes corses et soupçonnées de servir à blanchir de l'argent ou à financer des actions criminelles. Le 9 avril 1999, sur décision judiciaire, il fait intervenir des bulldozers du génie militaire pour deux paillotes de la plage Mare e Sol dans le golfe d'Ajaccio mais doit reculer : des paillotiers et des nationalistes s'interposent ; François Léotard et le président de l'Assemblée de Corse, José Rossi, viennent leur apporter leur soutien. Yves Féraud, homme proche des milieux nationalistes et propriétaire de la paillote « Chez Francis », organise le blocage du port. Le préfet accepte finalement de suspendre les destructions en échange de la promesse écrite de huit des propriétaires de raser eux-mêmes leurs constructions, à la fin de la saison touristique.

## Incendie de la paillote
Dans la nuit du 19 au 20 avril 1999, à une heure du matin, un incendie ravage la paillote « Chez Francis » d'Yves Féraud, construite dans l'illégalité en bord de mer, sur le domaine public maritime, plage de Cala d’Orzu au sud du golfe d'Ajaccio en Corse (France).

## Enquête
Alertée, la gendarmerie de Pietrosella trouve sur place, après l'attentat, des tracts « Féraud balance des flics », laissés près de la paillote pour faire croire à un règlement de comptes entre Corses. Le 23 avril 1999, les  militaires de la section des recherches de la gendarmerie d'Ajaccio qui ont pris le relais des gendarmes de Pietrosella découvrent certains objets (deux jerricans, une cagoule tachée de sang, et un « Corail », appareil de transmission radio de marque Alcatel réglé sur la fréquence du GPS, Groupe de pelotons de sécurité) ensevelis dans le sable non loin de la paillote incendiée. Interrogé, le colonel Henri Mazères qui dirige la gendarmerie en Corse, explique que trois hommes du GPS étaient « en mission de surveillance » cette nuit-là, et, au moment où l'un d'entre eux, un capitaine, s'approchait du restaurant, le bâtiment s'est embrasé. « Effrayés, les gendarmes se sont enfuis en craignant une embuscade », selon le colonel, et le capitaine, blessé, a abandonné sa cagoule et son poste radio-émetteur. Le parquet d'Ajaccio, territorialement compétent, ordonne aussitôt une enquête préliminaire qui révèle que le capitaine Norbert Ambrosse, commandant le GPS, a été exfiltré pour être hospitalisé à l'hôpital Rangueil de Toulouse, pour des brûlures au second degré au visage, à la main et à une jambe. L'Inspection générale de la gendarmerie retrouve rapidement les trois hommes du GPS qui donnent plusieurs versions contradictoires au sujet des objets du GPS retrouvés sur la plage. Le 26 avril, le juge d'instruction Patrice Camberou met en examen et place en détention provisoire cinq militaires de la gendarmerie dont le capitaine Norbert Ambrosse et le colonel Mazères afin d'éviter tout maquillage de preuves et de collusion de témoins. Trois gendarmes du GPS reconnaissent avoir incendié volontairement la paillote sur ordre du colonel Mazères. Le préfet de Corse, Bernard Bonnet, est également placé en garde à vue et suspendu de ses fonctions. Le colonel de gendarmerie Mazères avoue lors d'un interrogatoire avoir incendié la paillote sur ordre de Bonnet.
Le 3 mai 1999, le lieutenant-colonel Bertrand Cavalier, chef d'état-major de la légion de gendarmerie, demande à être entendu par le juge d'instruction Patrice Camberou. Il lui explique que l'opération contre les paillotes a été commanditée, bien qu'il ait exprimé son opposition, par le colonel Mazères et que le préfet Bonnet était au courant, détenant la preuve de son implication grâce à l'enregistrement clandestin de leur conversation. Le soir, le préfet Bernard Bonnet et son directeur de cabinet Gérard Pardini sont placés en garde à vue et deux jours plus tard, mis en examen et écroués par le juge d'instruction Patrice Camberou pour « complicité de destruction de biens par incendie en bande organisée » ; Bonnet invoque la thèse du complot judiciaire.
Le Premier ministre Lionel Jospin tente de minimiser l'affaire en déclarant devant les députés à l'Assemblée « c'est une affaire de l'État, et non une affaire d'État ».
Le Président Jacques Chirac demande au gouvernement que « les faits soient éclaircis et les responsabilités établies ».

## Procès et condamnations
L'affaire des paillotes est jugée le 19 novembre 2001 au tribunal correctionnel d'Ajaccio. Après trois semaines d'audience, le verdict tombe le 11 janvier 2002 : Bernard Bonnet, considéré comme l'instigateur des faits, est condamné à trois ans de prison, dont un ferme et trois ans de privation de ses droits civiques et civils ; Gérard Pardini, ancien directeur de cabinet à la préfecture, à 30 mois d'emprisonnement dont 6 fermes ; Henri Mazères, colonel de gendarmerie, à 30 mois dont 6 mois ferme. Le capitaine Norbert Ambrosse est condamné, à 18 mois dont 6 mois ferme. Les cinq sous-officiers sous ses ordres sont condamnés chacun à 18 mois d'emprisonnement avec sursis.
Les condamnés font appel. Lors du procès devant la cour d'appel de Bastia, Bonnet prend un cinquième avocat, Jacques Vergès qui plaide. Selon ce dernier, l'opération paillote n'a été qu'une « manipulation barbouzarde » visant à « éliminer un préfet de Corse qui devenait gênant pour un gouvernement qui s'apprêtait à dialoguer avec les clandestins ». Le 15 janvier 2003 voit la confirmation de la condamnation en appel. Le 13 octobre 2004 marque le rejet du recours en cassation,. Dans un entretien publié par Le Monde daté du 13 octobre 2004, l’ancien préfet de Corse reconnaît sa responsabilité dans l’affaire des paillotes, il considère qu'il s’agissait d’un ordre « implicite mais non formalisé ». Lucien Felli avocat du gérant de la paillote « Chez Francis » estime alors que « l'État y trouve son compte ».
Mars 2005 marque le rejet du recours en grâce.

« Le tribunal a jugé, après analyse de la loi, que si l'État était bien propriétaire, selon lui, des constructions incendiées, puisqu'établies illicitement sur le domaine public maritime, cela ne pouvait cependant autoriser le préfet à ordonner la destruction des paillotes dans les conditions réalisées. En ce sens, les prévenus ont été condamnés solidairement à payer environ 17 600 euros de dommages-intérêts aux parties civiles pour les seuls meubles entreposés dans les immeubles qui, juridiquement, ne leur appartenaient pas. »

— Jean-Michel Dumay,  Le Monde du 11 février 2002
Après cette affaire, les militaires ont trouvé une nouvelle affectation sur le continent.

## Documentaire télévisé
- « Chez Francis : le mystère de la paillote incendiée » en 2005-2006 dans Secrets d'actualité sur M6, puis le 3 juin 2009 dans Enquêtes criminelles : le magazine des faits divers sur W9.